# 腓利
傳福音者腓利（英語：Philip the Evangelist），在思高本聖經被翻譯為斐理伯，早期基督教會人物，根據使徒行傳（宗徒大事錄）的紀載他是教會最初七位執事的其中一位 ，也是以到外地傳教聞名的初期教會人士之一，被歷史學家公認是對於早期教會發展貢獻最大的使徒之一。他一生中至少進行了三次漫長的宣教之旅，足跡遍至撒马利亚、埃塞俄比亚、巴勒斯坦各地，在外邦人中建立了許多教會，影響深遠。因為古代教會中有許多同名人物，因此被冠上傳福音者（Evangelist）的頭銜，以便於和其他同名者，如十二門徒中的腓力作區別。